# (3783) Morris
(3783) Morris es un asteroide perteneciente al cinturón de asteroides, descubierto el 7 de octubre de 1986 por Edward Bowell desde la Estación Anderson Mesa (condado de Coconino, cerca de Flagstaff, Arizona, Estados Unidos).

## Designación y nombre
Designado provisionalmente como 1986 TW1. Fue nombrado Morris en honor al astrónomo estadounidense Charles S. Morris.